# Davis (Oklahoma)
Davis – miasto w Stanach Zjednoczonych, w stanie Oklahoma, w hrabstwie Murray.